# Craspedochiton rubiginosus
Craspedochiton rubiginosus is een keverslakkensoort uit de familie van de Acanthochitonidae. De wetenschappelijke naam van de soort is voor het eerst geldig gepubliceerd in 1872 door Swainson MS, Hutton.